# Bolshói Kekuknaiski
El Bolshói Kekuknaiski (en ruso: Большой Кекукнайский) es un volcán ubicado en la parte central de la península de Kamchatka, Rusia. Comprende dos volcanes en escudo: Bolshói (1301 m) y Kekuknaiski (1401 m). Sus flujos de lava y conos de ceniza han represado un valle que disecciona la montaña, creando los lagos Bolshoye Goltsovoye y Maloye Goltsovoye. La última erupción ocurrió en el cráter Kekuk, hace unos 7200 años.